# Cornelia Fort
Cornelia Clark Fort (5 de febrero de 1919 - 21 de marzo de 1943) fue una aviadora de los Estados Unidos. Se hizo famosa por dos acontecimientos relacionados con la aviación: cuando realizaba un vuelo de entrenamiento civil en Pearl Harbor, fue el primer piloto de los EE. UU. que se encontró con la flota aérea japonesa durante el ataque a Pearl Harbor, y escapó por poco de un ametrallamiento después de aterrizar. El siguiente año, Fort se convirtió en la segunda miembro de lo que después sería el Women Airforce Service Pilots (Servicio de Pilotos Femenino de la Fuerza Aérea, organización paramilitar de mujeres pilotos civiles contratadas por la Fuerza Aérea de los Estados Unidos de América), y estaba trabajando como piloto de transporte de aviones cuando se convirtió en la primera mujer piloto en la historia de los Estados Unidos en morir en servicio activo.

## Comienzos
Fort nació en el seno de una familia rica y prominente de Nashville, Tennessee; su padre, Rufus Elijah Fort, fundó la National Life and Accident Insurance Company. Ella se graduó en el Sarah Lawrence College en 1939.  Luego del college, Fort ingresó en la Junior League de Nashville. Desde joven se interesó por el vuelo, recibió lecciones y obtuvo su licencia de piloto en Hawái.

## Ataque a Pearl Harbor

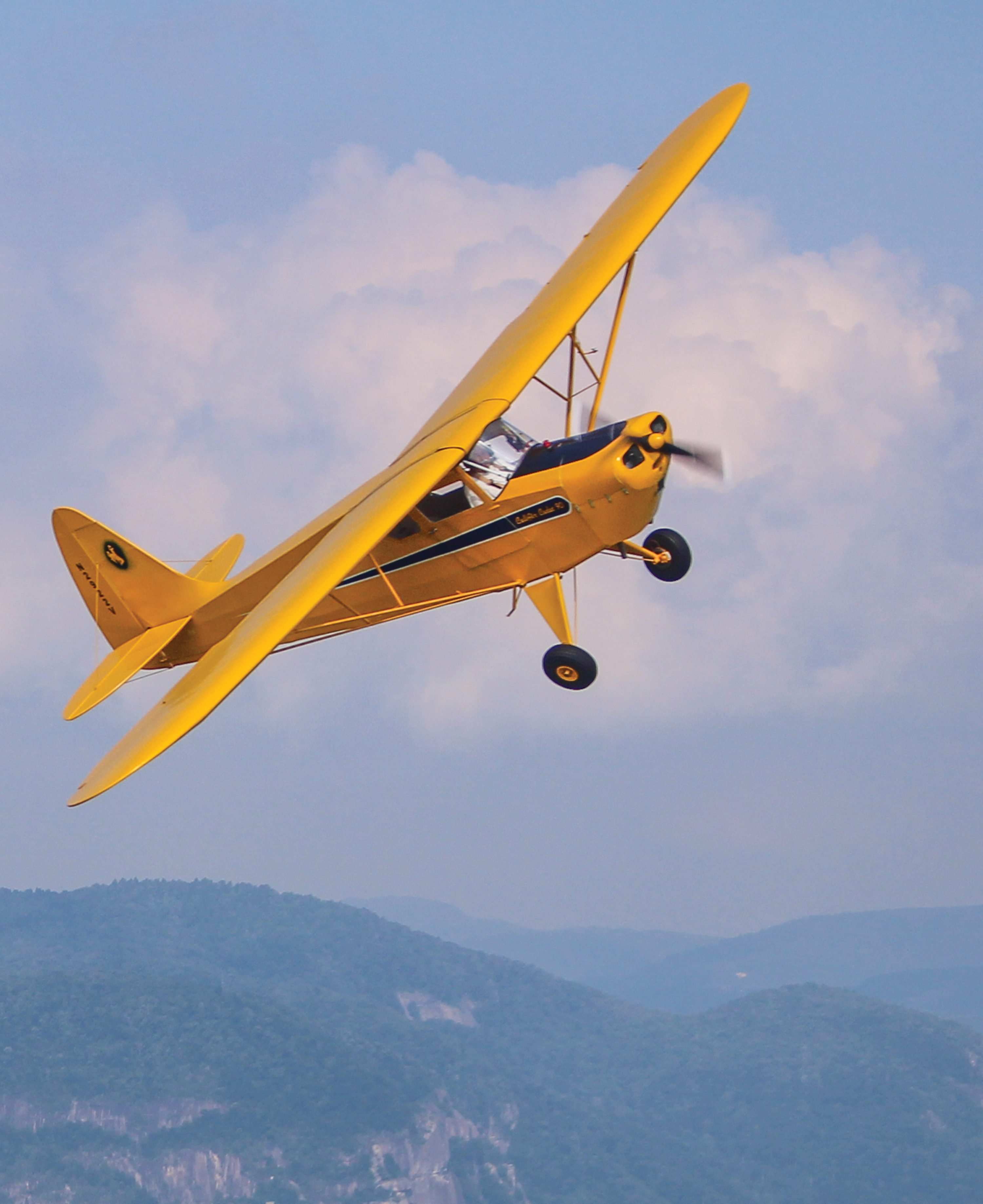
Un avión de entrenamiento Cadet, similar al usado por Fort.

Mientras trabajaba como instructora de pilotos civiles en Pearl Harbor, de manera fortuita Cornelia Fort fue uno de los primeros testigos del ataque japonés a Pearl Harbor que determinó el ingreso de Estados Unidos en la Segunda Guerra Mundial. El 7 de diciembre de 1941, Fort se encontraba volando cerca de Pearl Harbor enseñando maniobras de despegue y aterrizaje a un estudiante para piloto en un monoplano Interstate Cadet. Su avión junto con otros pocos aviones civiles fueron los únicos aviones de Estados Unidos en el aire cerca del puerto en ese momento. Fort vio a un avión militar que volaba en una dirección hacia ella, por lo que tomó los controles de manos del estudiante y maniobró su avión para sobrepasar por encima al avión que venía. Fue entonces cuando vio la insignia japonesa en las alas. En instantes, vio columnas de humo negro que se elevaban desde Pearl Harbor mientras los bombarderos convergían hacia allí. Rápidamente aterrizó el avión en el aeropuerto civil John Rodgers cerca de la entrada de Pearl Harbor. El Zero que la perseguía le disparó a su avión y a la pista de aterrizaje mientras ella y el estudiante corrían hacia un sitio donde protegerse. El jefe del aeropuerto murió en el ataque y otros dos aviones civiles de entrenamiento no tuvieron la misma suerte y no regresaron jamás.

## Servicio y fallecimiento
Cornelia Fort después del ataque a Pearl Harbor se unió al Servicio de patrullaje civil como instructora en Berry Field, además se unió a la venta de bonos de guerra gracias a la popularidad alcanzada. 
El 6 de septiembre de 1942, Fort aceptó ingresar al Servicio de transporte para mujeres piloto, WAFS, uniéndose a la Fuerza Aérea del Ejército de New Castle en Wilmington, Delaware, realizando pruebas en el avión de entrenamiento PT-19. Cornelia Fort tenía el hábito de registrar sus acontecimientos vivenciales en diarios.
En febrero de 1943, Fort fue aceptada para pilotar un caza de entrenamiento Vultee BT-13 Valiant en Long Beach. En marzo de 1943, Fort y otros pilotos WAFS realizaron un vuelo de entrega desde Long Beach hasta Dallas, pernoctando en Tucson. El 21 de marzo, estando en tránsito en Dallas, Fort y otros pilotos convinieron en realizar el último tramo en vuelo de formación en bandada, algo para lo que ella no estaba entrenada y estaba absolutamente prohibido.  Estando a 30 minutos de vuelo para llegar a Love Field, algo salió mal, el BT 13 de Cornelia Fort golpeó accidentalmente el tren de aterrizaje de otro avión y rompió su ala cayendo en espiral al suelo, estrellándose en medio del desierto al este de Midland y justo al sur de Sweetwater, Texas sin sobrevivir al fuerte impacto. Cornelia Fort tuvo el dudoso honor de ser la primera mujer WAFS en perecer en la contienda. 